# 宮廷主教座堂

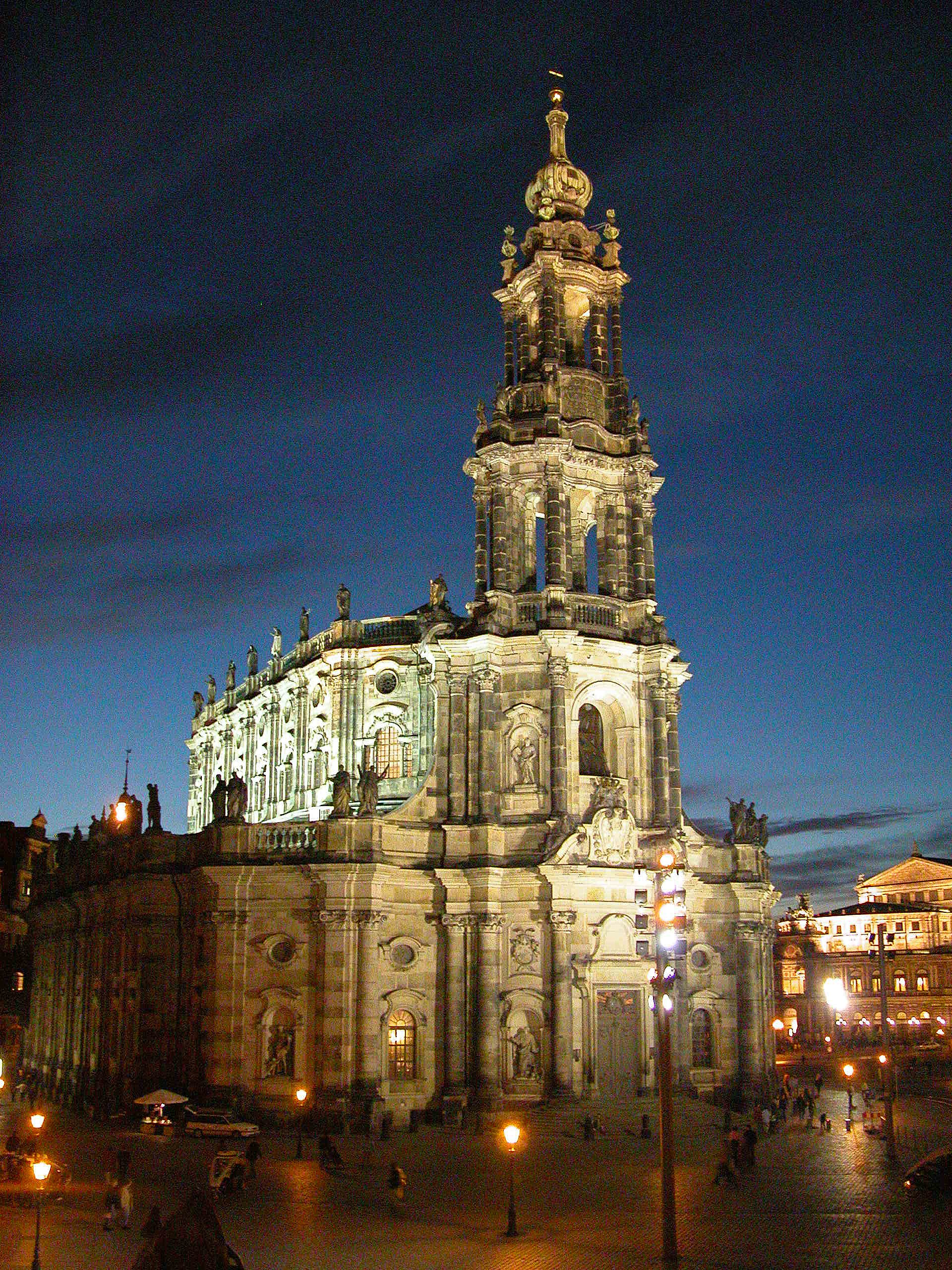
宫廷教堂

宮廷主教座堂（德語：Katholische Hofkirche）是德国城市德累斯顿的天主教主教座堂。宫廷主教座堂坐落在德累斯顿市中心易北河畔的老城。
薩克森選帝侯弗里德里希·奧古斯特二世為了成為波蘭國王而由新教改信天主教，決定在德累斯頓建立這座薩克森皇家教堂。從1738年到1751年，意大利建築師Gaetano Chiaveri負責設計。教堂風格為巴洛克式，是薩克森地區最大的教堂之一。
二戰末期（1945年2月13日-2月15日），該教堂在盟軍的德累斯頓轟炸中嚴重受損，戰後的重建工程持續到1965年。戰火毀壞的痕跡直至今天還體現在教堂外牆那些顏色深淺不一的石塊上。
1980年，這座教堂成為天主教德累斯頓-梅森教區主教座堂。
51°03′13″N 13°44′15″E / 51.05361°N 13.73750°E